# Уайлдз, Тристан
Тристан Пол Мэк Уайлдз (англ. Tristan Paul Mack Wilds, род. 15 июля 1989 года; Статен-Айленд, штат Нью-Йорк, США) — американский актёр, получивший известность благодаря ролям Майкла Ли в сериале «Прослушка» и Диксона Уилсона в сериале «90210: Новое поколение».

## Биография

### Карьера актёра
Учился в школе «Michael J. Petrides» на Статен-Айленде в Нью-Йорке. Его отец — афроамериканец, мать — доминиканка с ирландскими корнями. Начал играть с семи лет, следуя по стопам своего старшего брата. Первая роль в фильме «Miracle’s Boys» 2005 года на канале The N вместе с будущим коллегой по сериалу «Прослушка», Хулито МакКаллумом.
После завершения сериала, он окончил обучение в «Roundabout Theatre Company», где работал с актрисой Филицией Рашад, и играл роль Брайса в постановке «Стокгольм-Бруклин» в театре «Cherry Lane». В данный момент играет роль Диксона Уилсона в сериале «90210: Новое поколение».  Вместе с Джессикой Альбой и Хайден Панеттьери снялся в агитационном ролике «The Muzzler», стимулирующих людей принимать активное участие в политической жизни страны и ходить на голосование.
Снялся в фильмах «Полу-Нельсон» и «Тайная жизнь пчёл», экранизации романа Сью Монк Кидд. В 2009 году снялся в главной роли в фильме Джорджа Лукаса (он выполнил обязанности продюсера), «Красные хвосты» военной драме об афроамериканских лётчиках.

### Музыка
В 2010 году Уайлдз подписал контракт с независимым лейблом «Ten2one». Вскоре в сети появились две композиции, написанные исполнителем Rico Love — «Fall 4 Her» и «Runaround». Обе песни были спродюсированы известным дуэтом авторов песен, Dre & Vidal. Другие песни прозвучали в эпизодах четвёртого сезона шоу «90210: Новое поколение» — «2 Girls» и «Kim». В октябре 2011 года выходит EP-альбом «Remember Remember». Летом 2013 выпускает сингл «Own It» под псевдонимом «Mack Wilds». Дебютный альбом «New York: A Love Story» поступил в продажу 30 сентября 2013 года.

## Фильмография

### Кино
| Кино | Кино              | Кино                    | Кино                 | Кино       |
| Год  | Название          | В оригинале             | Обязанности          | Примечания |
| ---- | ----------------- | ----------------------- | -------------------- | ---------- |
| 2006 | Полу-Нельсон      | Half Nelson             | Джамаль              |            |
| 2008 | Тайная жизнь пчёл | The Secret Life Of Bees | Зак Тейлор           |            |
| 2012 | Красные хвосты    | Red Tails               | Рэй «Джуниор» Гэннон |            |

### Телевидение
| Телевидение | Телевидение            | Телевидение    | Телевидение                   | Телевидение  |
| Год         | Название               | В оригинале    | Обязанности                   | Примечания   |
| ----------- | ---------------------- | -------------- | ----------------------------- | ------------ |
| 2005        | Чудо-мальчики          | Miracle's Boys | Эй Джей                       | мини-сериал  |
| 2006-2008   | Прослушка              | The Wire       | Майкл Ли                      | 23 эпизода   |
| 2007        | Детектив Раш           | Cold Case      | Скилл                         | 1 эпизод     |
| 2008        | Закон и порядок        | Law & Order    | Уилл Мэннинг                  | 1 эпизод     |
| 2008        | 90210: Новое поколение | 90210          | Диксон Уилсон                 | 114 эпизодов |
| 2017        | Огнестрел              | Shots Fired    | заместитель шерифа Джошуа Бек | 10 эпизодов  |

### Музыкальные клипы
| 2007 | «Roc Boys»            | Jay-Z       |
| 2007 | «Ghetto Mindstate»    | Lil Flip    |
| 2008 | «Teenage Love Affair» | Alicia Keys |
| 2010 | «Pretty Girls»        | Wale        |
| 2011 | «How To Love»         | Lil Wayne   |
| 2015 | «Hello»               | Адель       |

## Дискография

### Альбомы
| «New York: A Love Story»                | Релиз: 30 сентября 2013 Лейбл: «Sony Music Entertainment» Формат: CD, Digital Download | — | 28 | — |
| «—» — композиция не попала в хит-парад. |                                                                                        |   |    |   |

### Синглы
| «Own It»                                | 2013 | — | — | — | «New York: A Love Story» |
| «—» — композиция не попала в хит-парад. |      |   |   |   |                          |